# Герб Хорватии
Герб Хорватии представляет собой щит, четырежды рассечённый и четырежды же пересечённый на червень и серебро. Сверху щит украшает стилизованная корона, состоящая из пяти звеньев в виде исторических гербов Иллирии, Республики Дубровник, Далмации, Истрии и Славонии. Герб известен со времен независимого Хорватского королевства (XI век).
Согласно старинной легенде, квадраты шахматного поля (шаховница) в гербе Хорватии появились не случайно. По легенде, однажды хорватский король Светослав Суронья (X век) сыграл с венецианским дожем Пьетро II партию в шахматы. Выигравший получал право на владение городами Далмации. По результатам партии это право досталось Светославу, что и дало повод изобразить шахматы на его гербе.

## История герба
|  | Большой герб Хорватской бановины 1939-1941                                                                      |
|  | Герб Независимого Государства Хорватия (С эмблемой Усташей) 28 апреля 1941 год - 6 мая 1945                     |
|  | Герб Федерального государства Хорватия (1943-1945) гг.                                                          |
|  | Герб Народной республики Хорватия 1945—1963 и Социалистической республики Хорватия 1963—1990 18 января 1947 год |
|  | Новый герб Социалистической республики Хорватия, утверждённый 25 июля 1990 год.                                 |
|  | Герб Республики Хорватия с 1991 года                                                                            |

## Использование герба
В отличие от большинства государств мира в Хорватии чаще используется символизм национального герба (красно-белая шахматная клетка), нежели символизм национального флага, панславянские цвета которого присутствуют на многих европейских флагах. Так, сборная Хорватии по футболу, как правило, носит футболки с шахматной расцветкой — красно-белой. Это и домашняя форма, и форма на выезде.
Также Чемпион Pride-2006 в открытой весовой категории и победитель K-1 Gran-Prix 2013 Мирко Филипович, использует изображение герба на спортивной форме во время выступления.